# Magyarország közlekedése
Magyarország Európa közepén helyezkedik el, emiatt fontos tranzitország. Mind a főutak, mind az autópályák sugaras szerkezetűek, a közlekedés központja Budapest. Az utóbbi 20 évben beindult az autópálya-hálózat fejlesztése, ami mára elérte az 1892 km-t, ezzel megelőzve számos európai ország autópályahálózatát (például Romániáét). Az gyorsforgalmi közúthálózat fejlesztése előnyben részesül az elavult, ugyanakkor sűrű vasúthálózathoz képest.

## Vasúti közlekedés

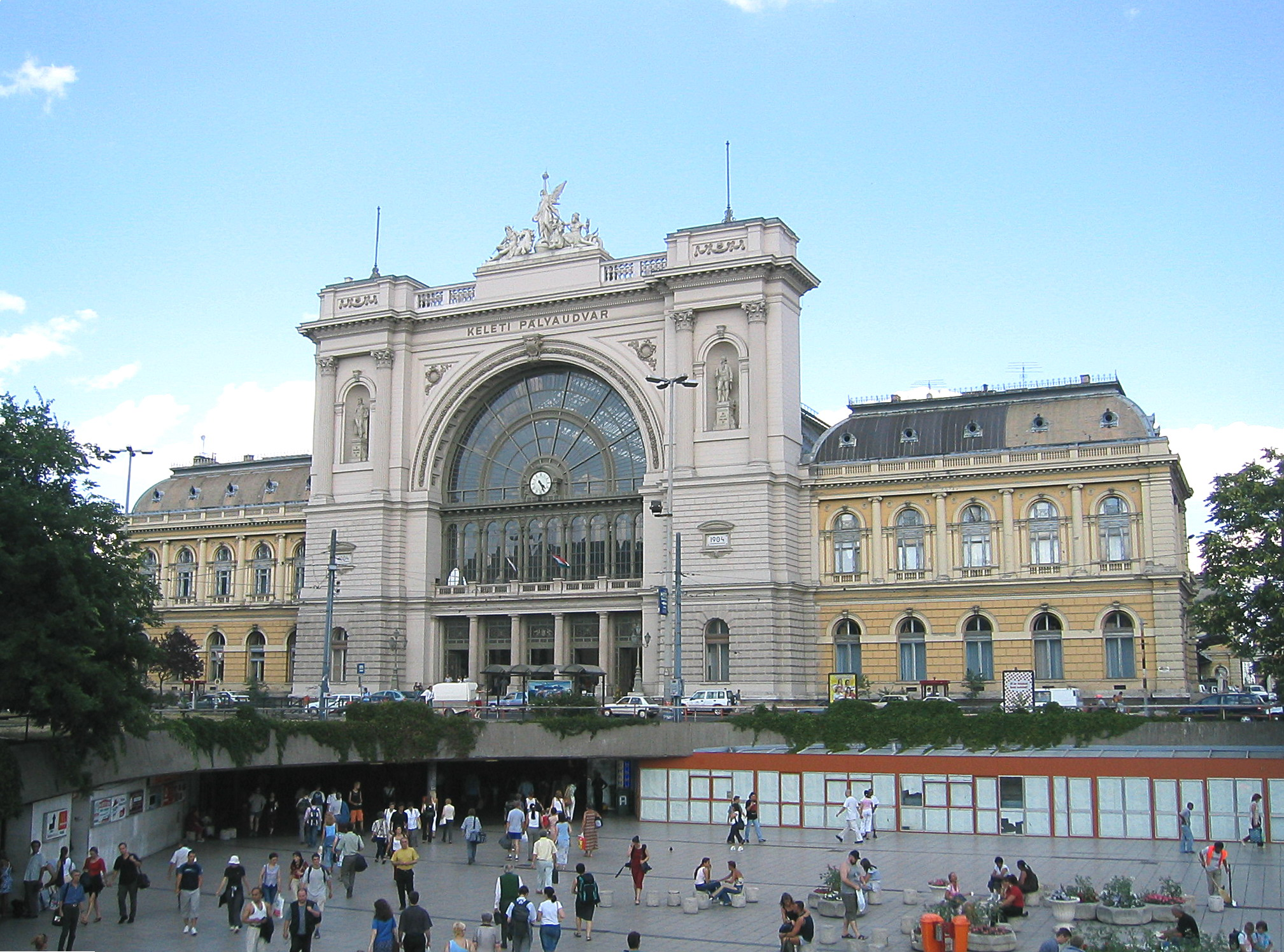
Budapest, Keleti pályaudvar

Magyarország vasúti térképe

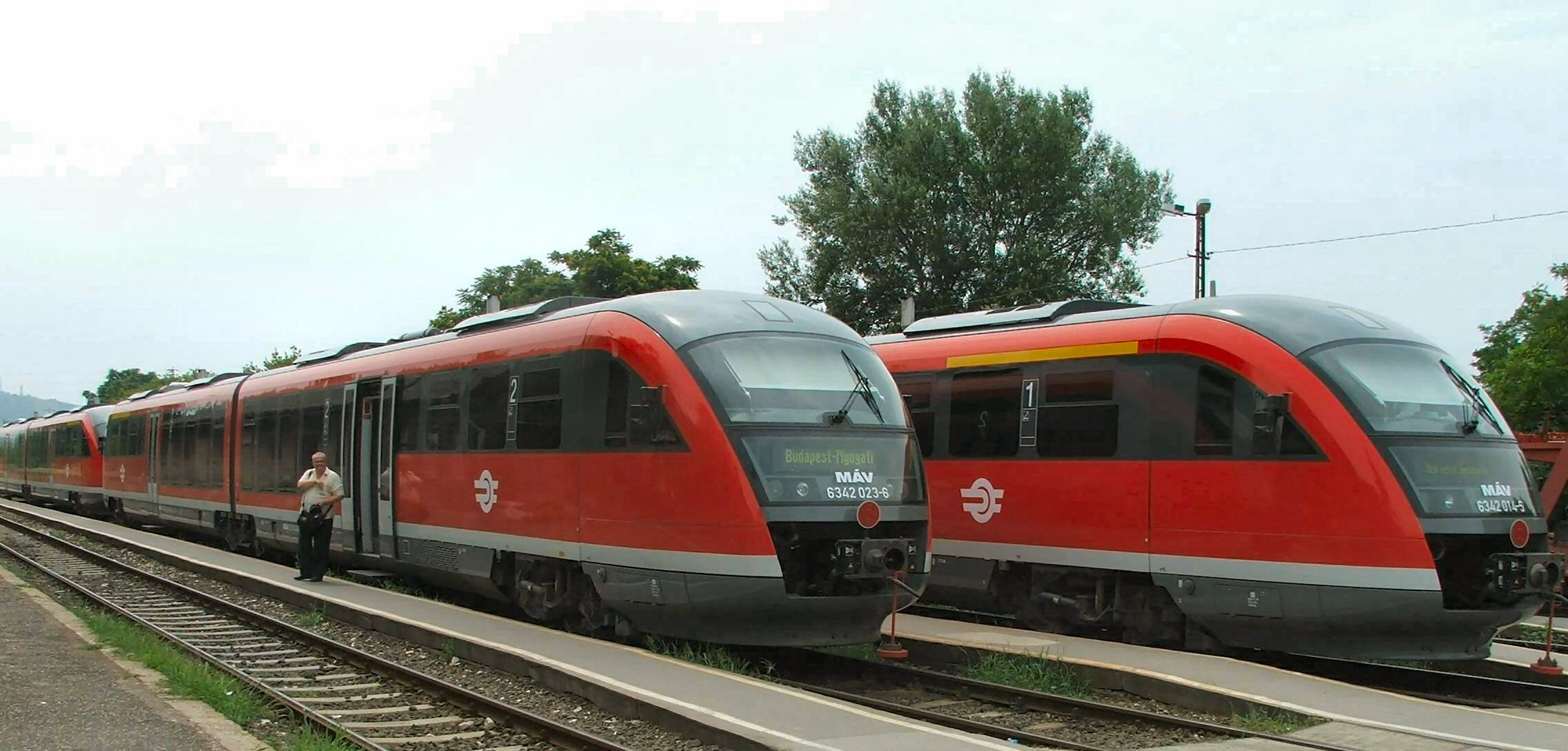
Siemens Desiro dízelmotorvonatok Esztergomban

- Összesen: 7606 km
  - Széles nyomtáv: 36 km (1520 mm)
  - Normál nyomtáv: 7394 km (1435 mm) (ebből 2889 km villamosított; 1236 km kétvágányú vasúti pálya)
  - Keskeny nyomtáv: 176 km (760 mm)

Megjegyzés: Magyarországon az államvasúton (MÁV) kívül még egy osztrák-magyar tulajdonú kisebb vasúttársaság (GYSEV) is üzemel a nyugati határon. A társaságnak 369,7 km pályája van Magyarországon és 65 km Ausztriában.
Budapestnek három nagyobb fejpályaudvara van:
- Keleti pályaudvar
- Nyugati pályaudvar
- Déli pályaudvar

Ezen kívül még Kelenföld vasútállomás jelentős.
Metró egyedül a fővárosban épült ki. Jelenleg négy vonalból áll, egy ötödik pedig tervezés alatt áll.
Budapesten öt HÉV-vonal üzemel, melyekből a H8 és a H9 összeköttetésben van egymással.

## Közút

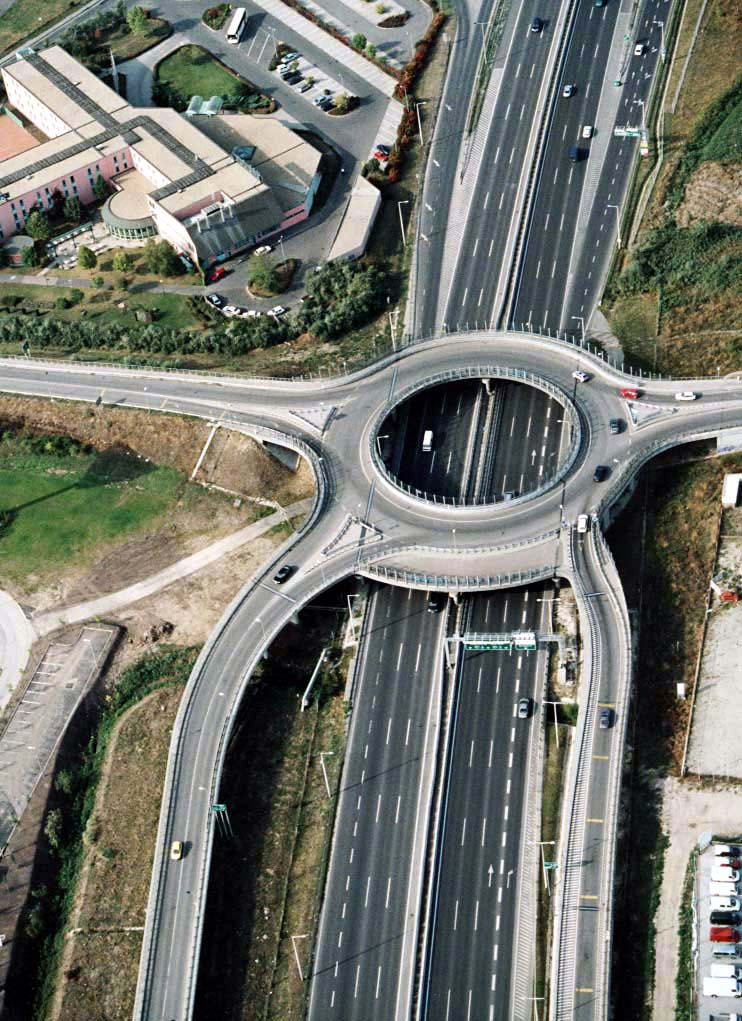
Az M7-es autópálya

- Teljes hosszúság: 159 568 km[1]
  - Burkolt: 70 050 km (Ez tartalmaz 1630 km autópályát is)
  - Nem burkolt: 89 518 km (2005)

### Autópályák
- Autópályák: M1 - M3 - M4 - M5 - M6 - M7 - M8 - M15 - M30 - M31 - M35 - M43 - M60 - M70
- Autóutak: M0 - M2 - M9 - M25 - M44 - M51 - M85 - M86
- Kiemelt főutak: 21 - 67

### Sebességkorlátozás
|                 | Autópályán       | Autóúton         | Lakott területen kívül | Lakott területen belül |
| Személygépkocsi | Maximum 130 km/h | Maximum 110 km/h | Maximum 90 km/h        | Maximum 50 km/h        |
| Motorkerékpár   | Maximum 130 km/h | Maximum 110 km/h | Maximum 90 km/h        | Maximum 50 km/h        |
| Autóbusz        | Maximum 80 km/h  | Maximum 70 km/h  | Maximum 70 km/h        | Maximum 50 km/h        |
| Teherautó       | Maximum 80 km/h  | Maximum 70 km/h  | Maximum 70 km/h        | Maximum 50 km/h        |

## Vízi utak
Az országban 1622 km hajózható vízi út van. (2012)

### Kikötők
Az ország legnagyobb kikötője Budapesten van a Dunán. Ezen kívül még Dunaújvárosban és Baján van jelentősebb kikötő.

## Csővezetékek
- Olajvezeték: 1 204 km
- Gázvezeték: 4 387 km [3]

## Repülőterek
Magyarország nemzeti légitársasága a Malév volt 1946–2012 között.

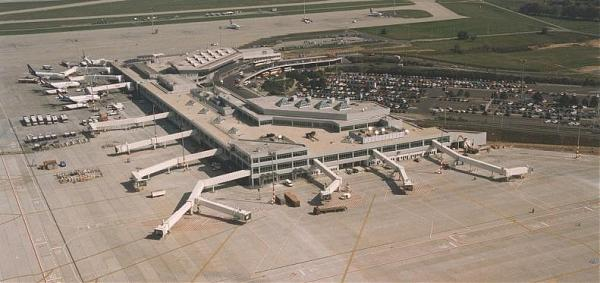
Budapest Liszt Ferenc nemzetközi repülőtér

### Repülőterek burkolt kifutópályával
- Összesen: 16
  - A kifutópálya hosszabb, mint 3047 m: 2,
  - 2438 és 3047 m között: 8,
  - 1524 és 2437 m között: 4,
  - 914 és 1523 m között: 1,
  - Rövidebb mint 914 m: 1 (1999)

### Repülőterek burkolt kifutópálya nélkül
- Összesen: 27
  - 2438 és 3047 m között: 3,
  - 1524 és 2437 m között: 5,
  - 914 és 1523 m között: 12,
  - 914 m alatt: 7 (1999)

## Helikopter leszálló helyek
- Összesen: 28 [5]

## Városok közlekedése

### Városi közlekedési cégek
- BKV (Budapest) (buszok, villamosok, trolibuszok és metró)
- DKV (Debrecen) (buszok, villamosok, trolibuszok)
- MVK Zrt. (Miskolc) (buszok és villamosok)
- SzKT (Szeged) (csak villamosok és trolibuszok, a buszokat a Volánbusz Zrt üzemelteti)
- Tüke Busz Zrt. (Pécs) (buszok)
- Kaposvári Közlekedési Zrt. (Kaposvár) (buszok)
- T-Busz Tatabányai Közlekedési Kft. (Tatabánya) (buszok)
- V-Busz Veszprémi Közlekedési Kft. (Veszprém) (buszok 2019-től)

### Villamosok
A világ legforgalmasabb hagyományos villamosvonala a Budapesten található 4-es-6-os villamosvonal, ahol 54 méter hosszú Siemens Combino Supra villamosok közlekednek csúcsidőben 60-90 másodperces, este 2-4 perces, éjjel és hajnalban pedig 10 perces követéssel. A város az új alacsony padlós villamosokat 2006-ban szerezte be, a forgalomba állásuk után számos technikai probléma nehezítette a rendszeres forgalom beindítását.

#### Városok villamosüzemmel
- Budapest (1887. november 28-ától)
- Miskolc (1897. július 10-étől)
- Szeged (1908. október 1-jétől)
- Debrecen (1911. március 16-ától)
- Hódmezővásárhely (TramTrain rendszerű, 2021. november 29-től)

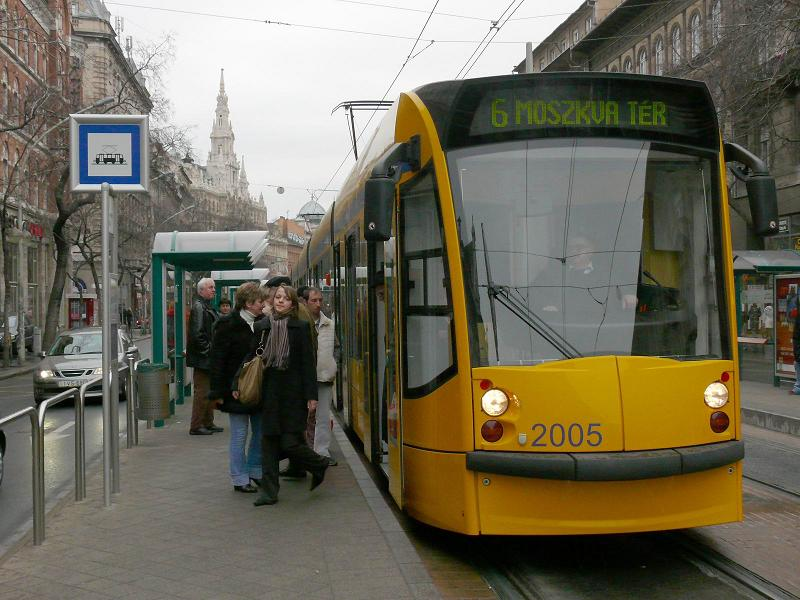
Budapest, Siemens Combino Supra villamos
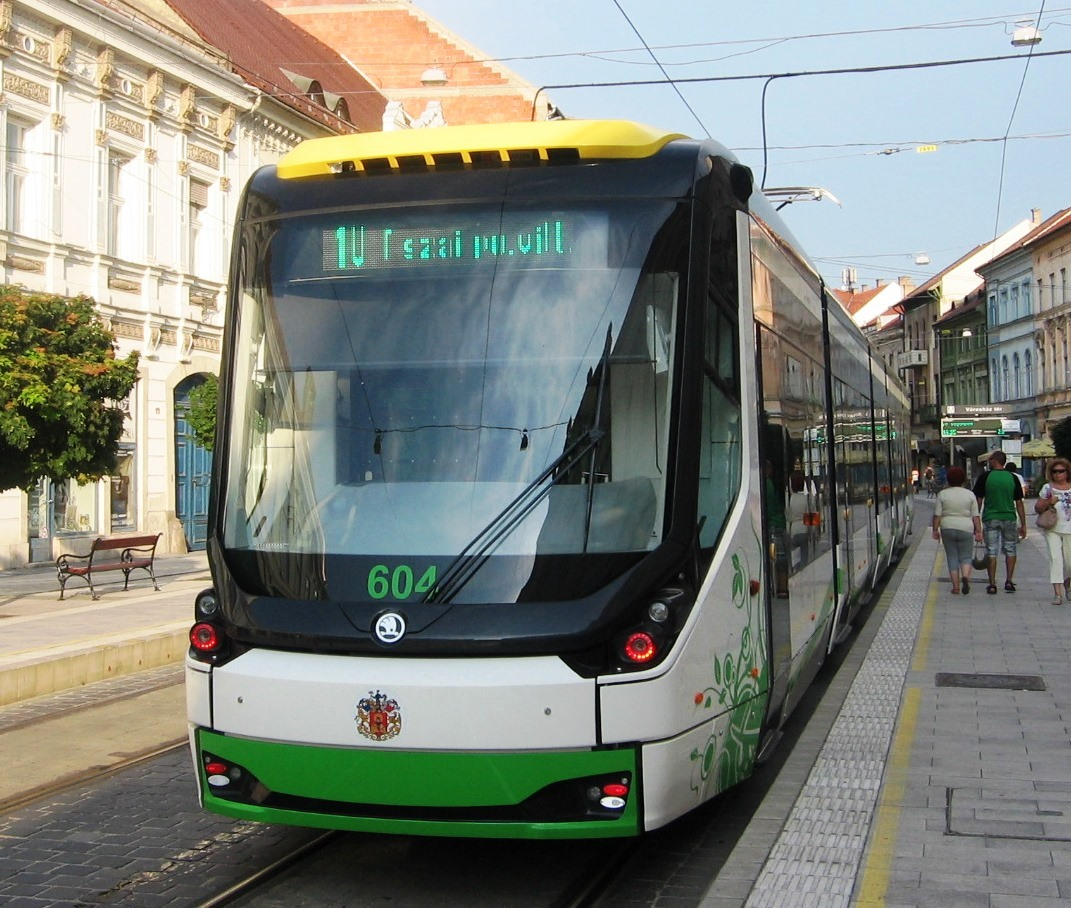
Villamos Miskolc
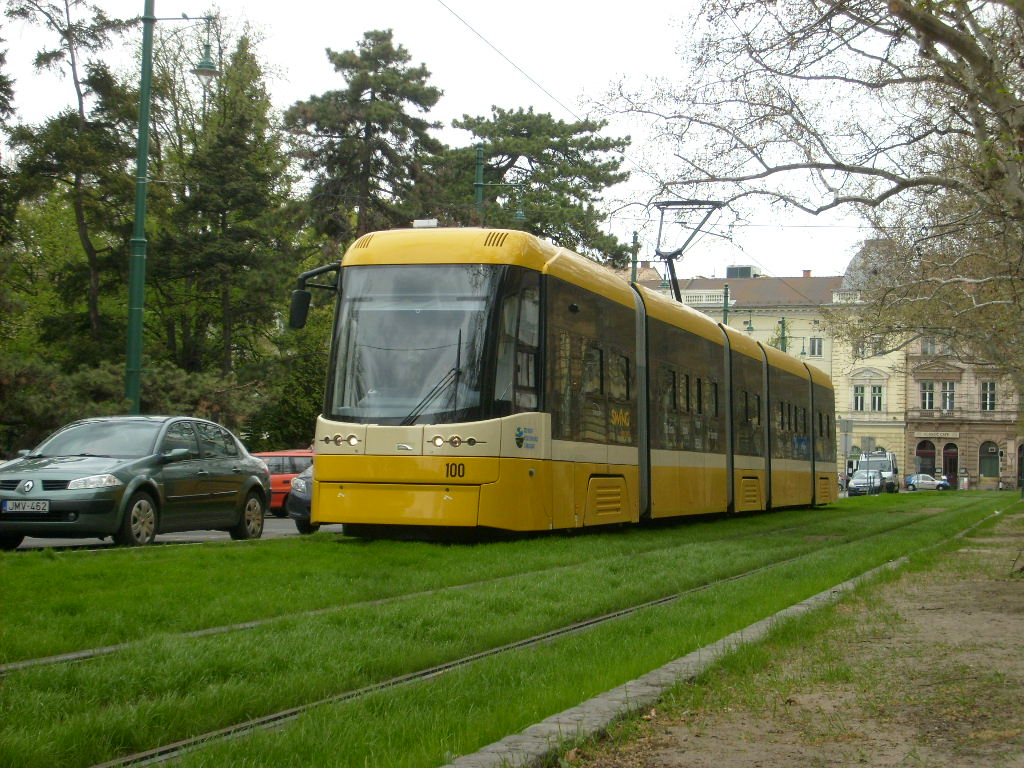
Szegedi villamos
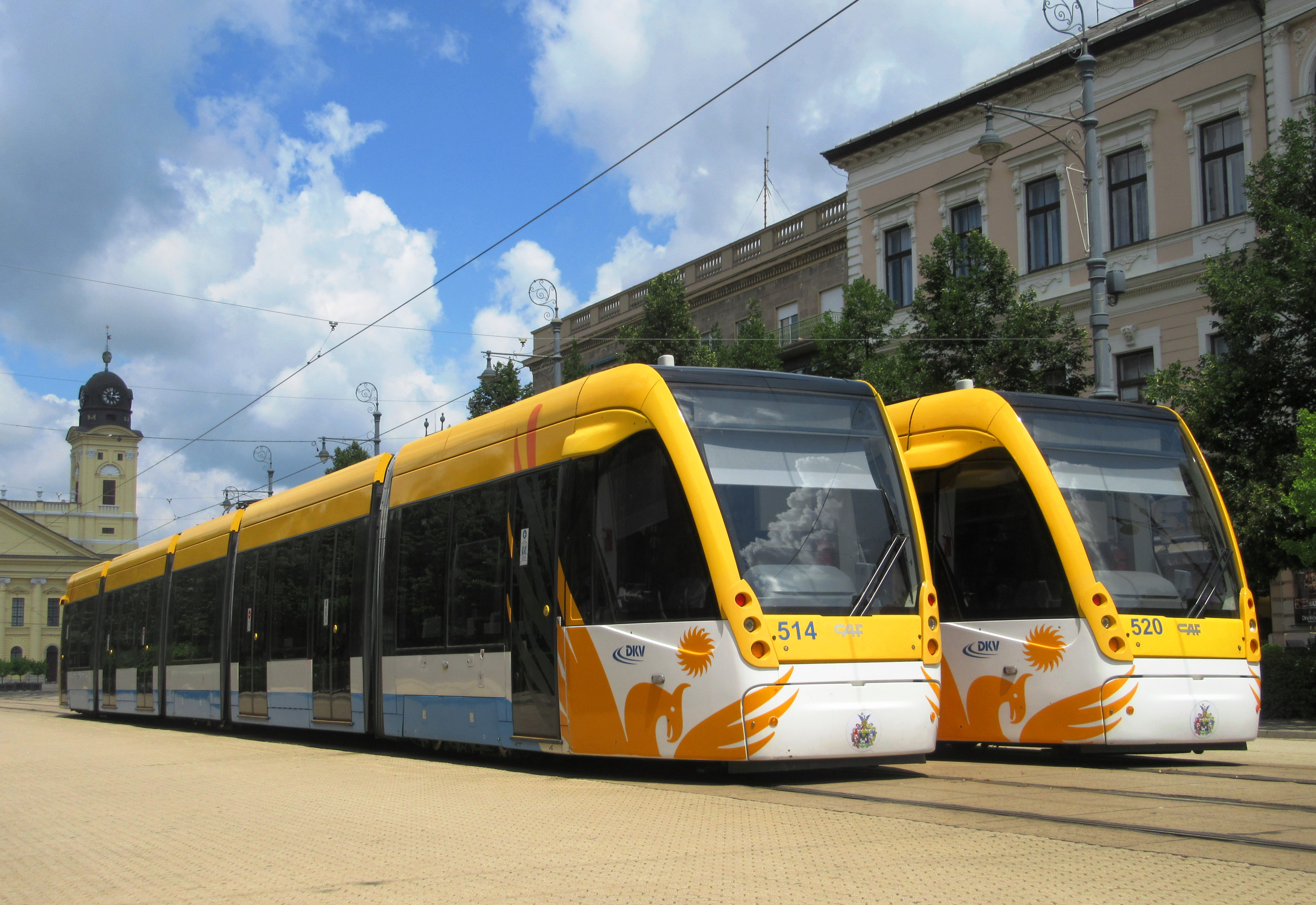
Debreceni villamos
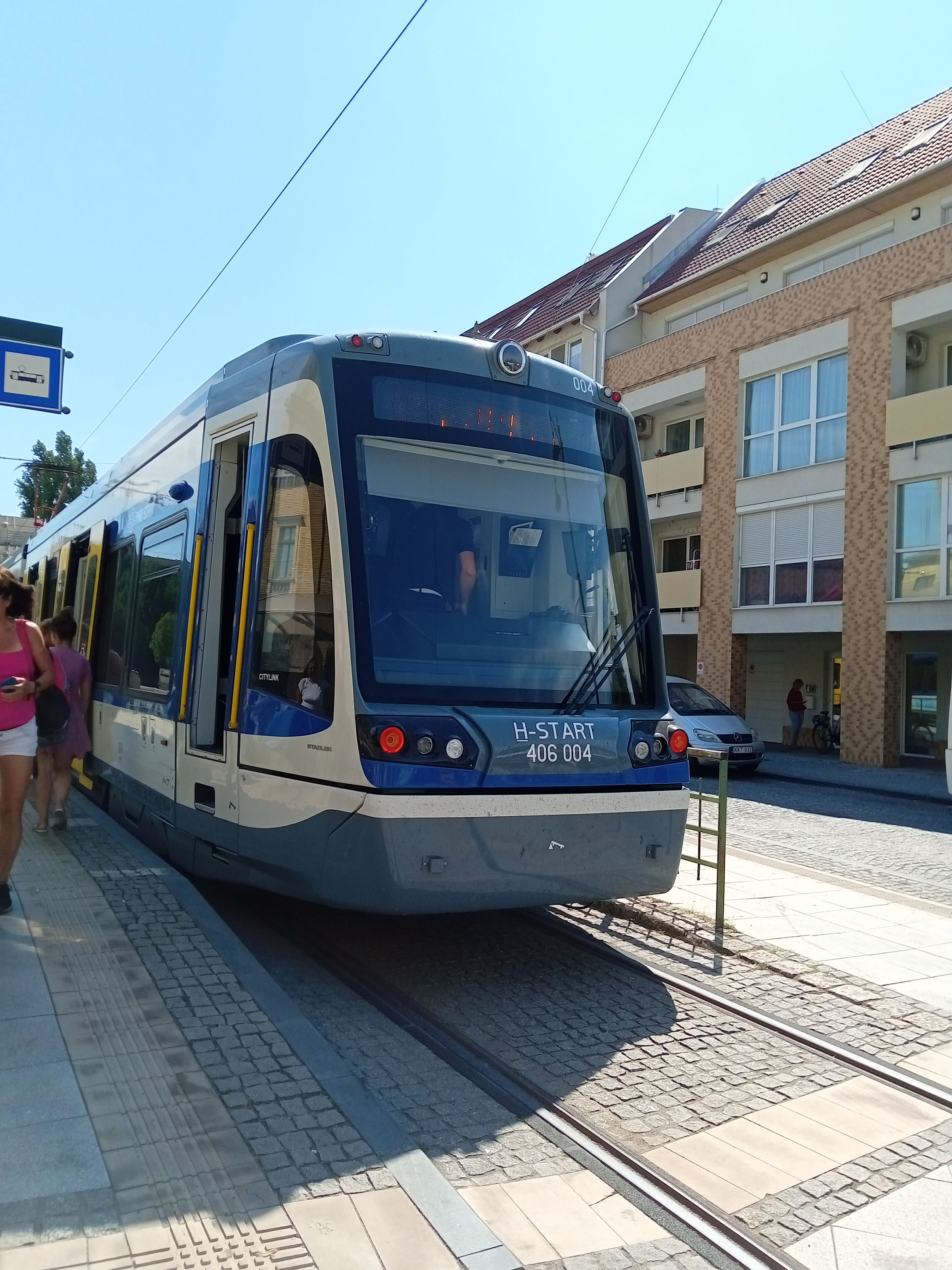
TramTrain Szegeden

#### Városok megszűnt villamosközlekedéssel
- Szombathely (1897–1974)
- Sopron (1900–1923)
- Nyíregyháza (1905–1969)
- Pécs (1913–1960)

Néhány nagyobb városban volt olyan keskeny nyomtávolságú vasúthálózat (vagy normál nyomtávolságú vasútvonal), mely a városban is közlekedett, de a környéket is feltárta. (Pl.: Sárospatak, Sátoraljaújhely, Békéscsaba, Békés, Cegléd). Ezeket azonban bezárták az 1970-es évek végéig.

### Trolibuszok

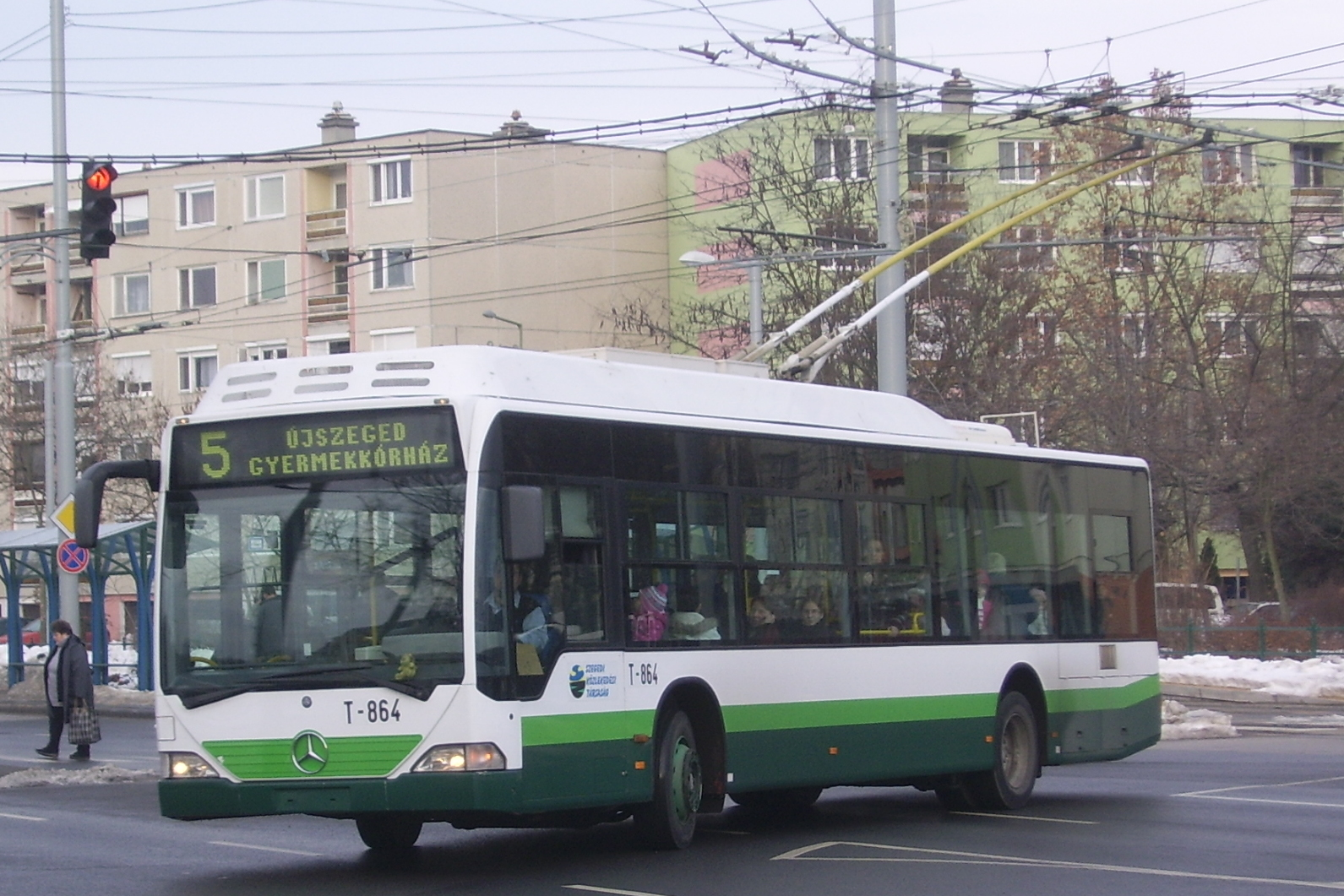
Trolibusz Szegeden

Az első magyar trolijárat 1933-ben indult útjára Óbudán, Budapesten. Magyarországon három város rendelkezik trolibusszal: Debrecen, Budapest, és Szeged.
Szegeden 1979. április 29-én, Debrecenben pedig 1985. július másodikán indult meg a közlekedés, ZiU-9 típusú járművekkel. Magyarországon ez a közlekedési mód nem terjedt el annyira, mint a többi egykori szocialista országban, de a három város életében fontos szerepet töltenek be.